# Chupícuaro-Kultur

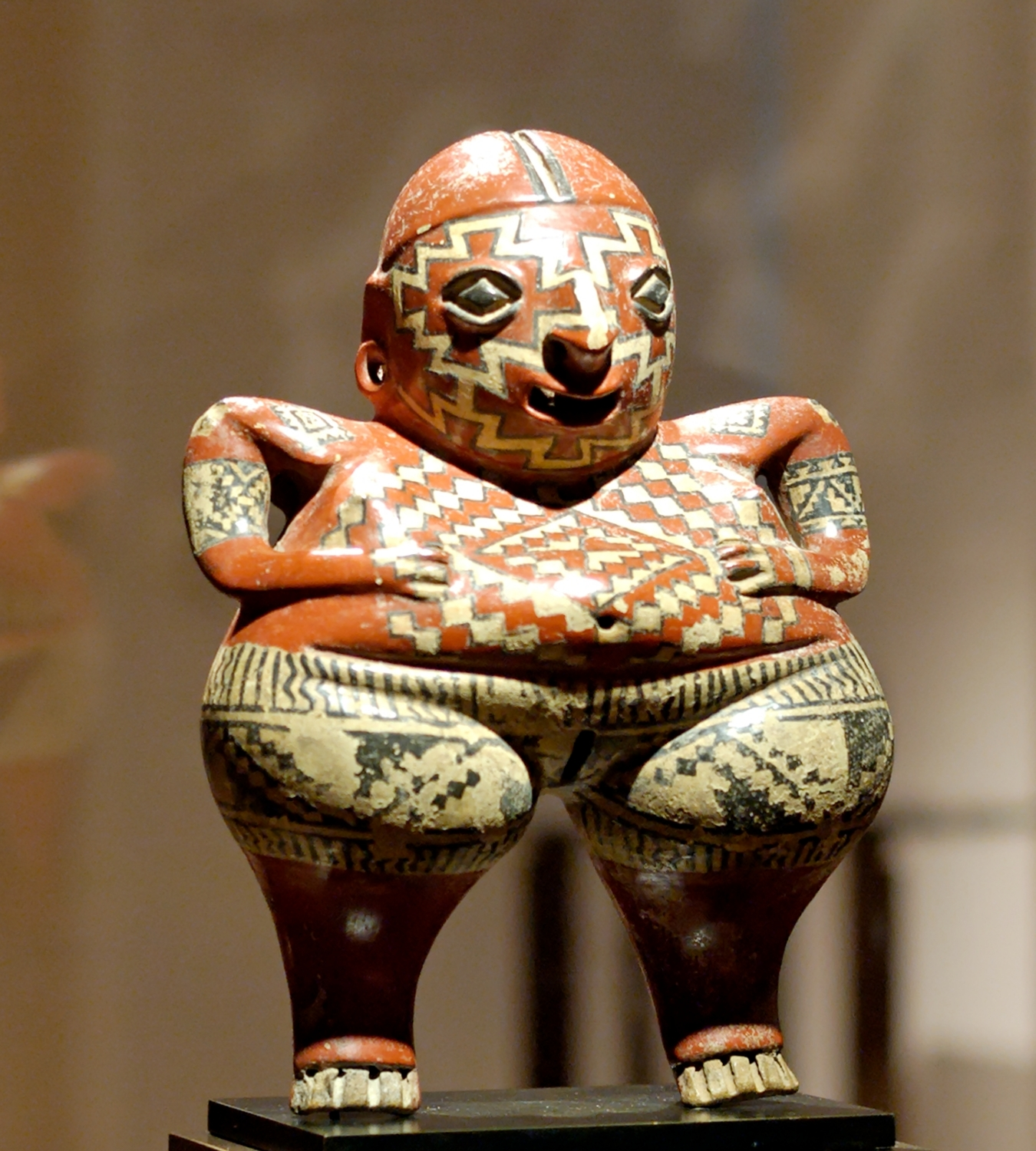
Nackte weibliche Figur mit Ohrschmuck und geometrischer Körperbemalung bzw. Tätowierung (Musée du Louvre, Paris)

Die Chupícuaro-Kultur ist nach dem gleichnamigen Ort im zentralmexikanischen Bundesstaat Guanajuato benannt. Von einigen Forschern werden jedoch auch Fundstücke aus anderen Hochlandregionen Mexikos dieser Kultur zugeordnet.

## Lage
Der kleine Ort Chupícuaro liegt etwa 160 km (Luftlinie) nordwestlich von Mexiko-Stadt und etwa zwölf Fahrtkilometer östlich der Stadt Acámbaro im Süden des Bundesstaates Guanajuato in einer Höhe von etwa 1850 m ü. d. M.

## Lebensumstände
Über die Lebensumstände und die Sozialstruktur der Menschen der Chupícuaro-Kultur liegen – in Anbetracht fehlender schriftlicher Quellen – wenig gesicherte Erkenntnisse vor. Man kann jedoch davon ausgehen, dass es sich um dörfliche Kleingesellschaften gehandelt hat, die im Tal des Río Lerma Ackerbau betrieben und Mais, Bohnen, Chili etc. kultivierten und ihren Proteinbedarf durch Jagd und Fischfang ergänzten. Steinerne Tempel oder gar Häuser waren unbekannt und lebte man in durch Holzstangen verstärkten Schilfhütten.

## Datierung
Hinsichtlich der Datierung der Fundstücke besteht keine Klarheit. Während einige Forscher ältere Datierungen favorisieren, gehen die meisten Archäologen derzeit davon aus, dass die Figurinen in den Zeitraum zwischen 600 v. Chr. und 250 n. Chr. einzuordnen sind, wobei ein Teil der archäologischen Forschung (bzw. der Kunstmarkt) drei Phasen erkannt zu haben glaubt: eine ältere monochrome Phase (ca. 600–400 v. Chr.), eine mittlere geometrisch-polychrome (ca. 400–100 v. Chr.) und eine Spätphase (ca. 100 v. Chr. bis ca. 250 n. Chr.), in der die meisten unbemalten und unpolierten Kleinfigürchen entstanden sein sollen. In der Zeit nach 250 n. Chr. wurden keine Grabbeigaben aus Ton mehr angefertigt – ob dennoch auch weiterhin Grabbeigaben (z. B. in Form von Holzgegenständen, Muscheln etc.) mitbestattet wurden, ist unbekannt.

## Grabbeigaben

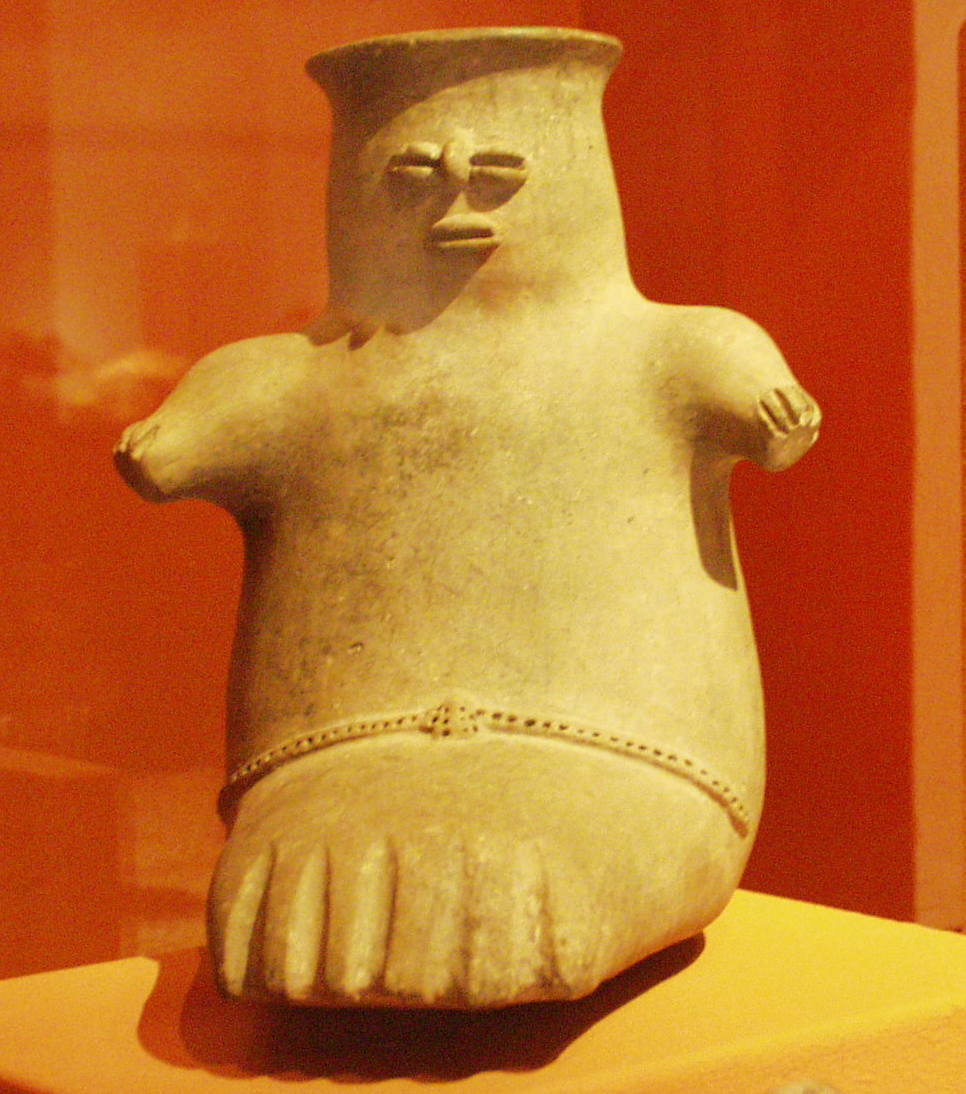
Vase in Form eines menschlichen Torsos mit aufgesetztem Gesicht; Fundort Michoacán (Museo Amparo, Puebla)

Alle bislang entdeckten Fundstücke wurden speziell als Grabbeigaben angefertigt und – meist bei Raubgrabungen seit den 1940er Jahren – in den oberirdisch nicht wahrnehmbaren Gräbern in der Umgebung von Chupícuaro gefunden; sie wurden auf dem Schwarzmarkt verkauft und landeten in Privatsammlungen, von wo aus sie über den Kunstmarkt oder durch Schenkungen allmählich den Weg in die Museen finden. Aufgrund ihrer recht einfachen Machart sind auch neuzeitliche Fälschungen nicht auszuschließen. Neben den Gefäßen und Figurinen wurden auch Messer und Schaber aus Obsidian, Miniatur-Reibsteine (metates) sowie Schmuckgegenstände aus Perlen, Muscheln etc. in den Gräbern gefunden.
Bislang wurden etwa 400 Einzelgräber untersucht, in denen manchmal auch Hundeskelette gefunden wurden, was auf die – auch bei den indianischen Kulturen Amerikas bekannte – Funktion des Hundes als treuem Begleiter des Menschen verweisen könnte; doch wurden Hunde in Amerika auch verspeist und so könnte es sich bei den mitbestatteten Vierbeinern auch um eine symbolisch gemeinte Nahrungsreserve für die jenseitige Welt gehandelt haben.

## Fundstücke

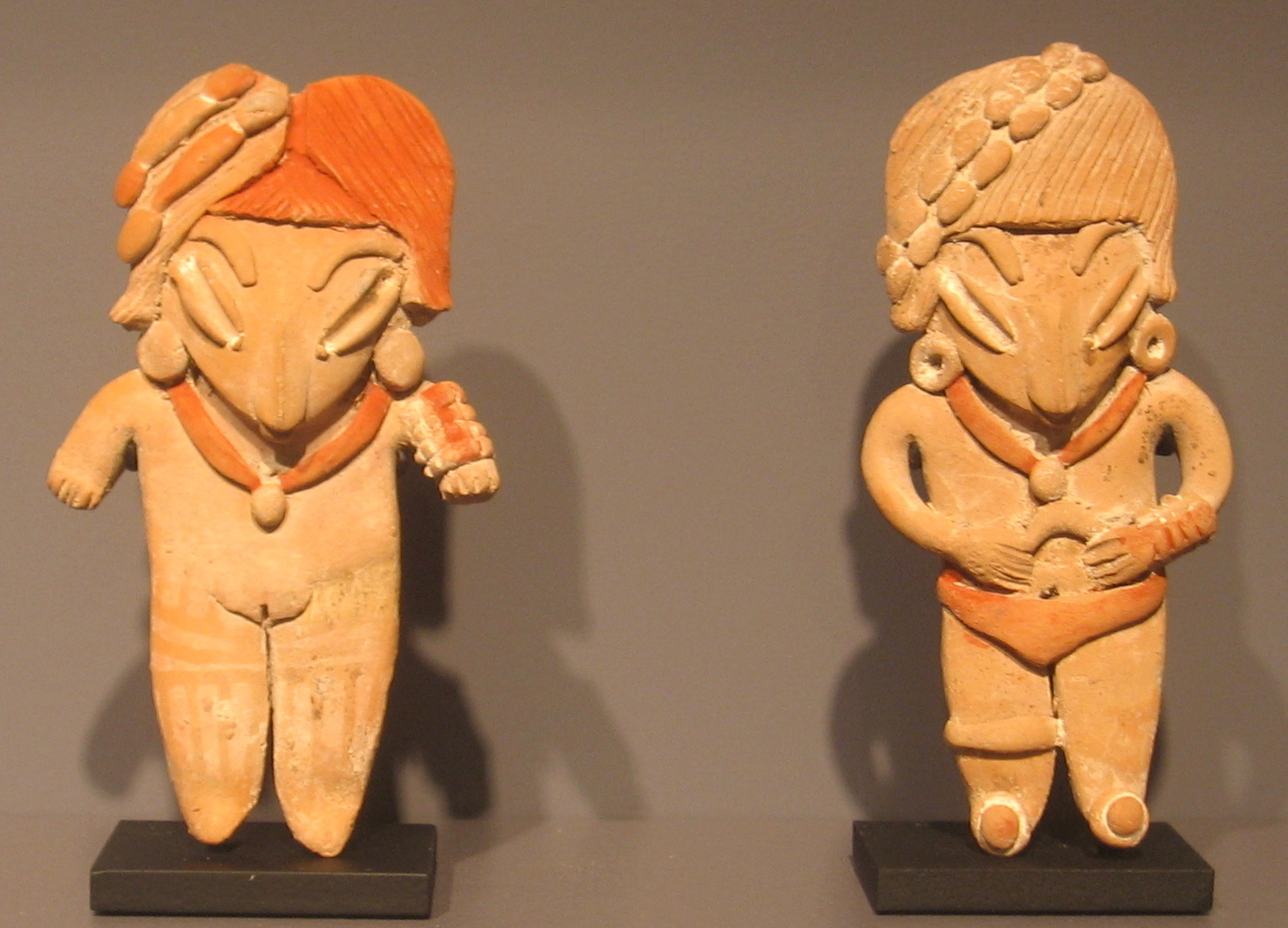
Nackte weibliche sowie eine beinahe unbekleidete männliche(?) Figurine mit Ohrschmuck, Hals- und Beinketten und aufwendig gestalteten Frisuren (Snite Museum of Art, South Bend, Indiana)

Nach rein formalen Kriterien können drei Typen unterschieden werden: Gefäße, mittelgroße (Höhe 20–50 cm) vollplastische, im Innern hohle Figuren und kleine (Höhe 5–15 cm) modellierte Figürchen mit aufgesetzten Gesichtern; zwischen den Gefäßen und den runden vollplastischen Figuren existieren auch Mischformen. Den beiden ersten Typen gemeinsam ist die glattpolierte und häufig mit einer geometrischen Bemalung versehene Oberfläche, die ehemals – wie jede Form von (Körper)-Schmuck – mit Sicherheit eine unheilabwehrende (apotropäische) Bedeutung hatte. Die Gesichter des dritten Typus wirken wie aufgeklebt – eine Körper- und/oder Gesichtsbemalung fehlt, stattdessen tragen die Figuren Halsketten, Ohrringe, aufwendige Frisuren sowie turbanartige Kopfbedeckungen. Auffallend ist auch die fehlende bzw. oft sehr rudimentäre Darstellung der Gliedmaßen. Die meisten Figuren sind offenkundig weiblich. Ob dies Rückschlüsse auf eine gesellschaftlich herausgehobene Rolle der Frau zulässt, ist allerdings fraglich. Einige der weiblichen Figurinen werden – allerdings ohne Angaben von Gründen – auch als Göttinnen bezeichnet.
Obwohl Jagd und Fischfang sowie Haustiere (Hunde, Truthähne) wahrscheinlich eine wichtige Rolle für die Ernährung der Menschen spielte, sind keinerlei Darstellungen von Wild- oder Haustieren bekannt. 